# Уютное (Слободзейский район)
Ую́тное — село в Слободзейском районе непризнанной Приднестровской Молдавской Республики. Вместе с сёлами Фрунзе, Новая Андрияшевка, Новокотовск, Приозёрное, Старая Андрияшевка и посёлком при ж/д станции Новосавицкая входит в состав Фрунзевского сельсовета.